# Гектор (облако)

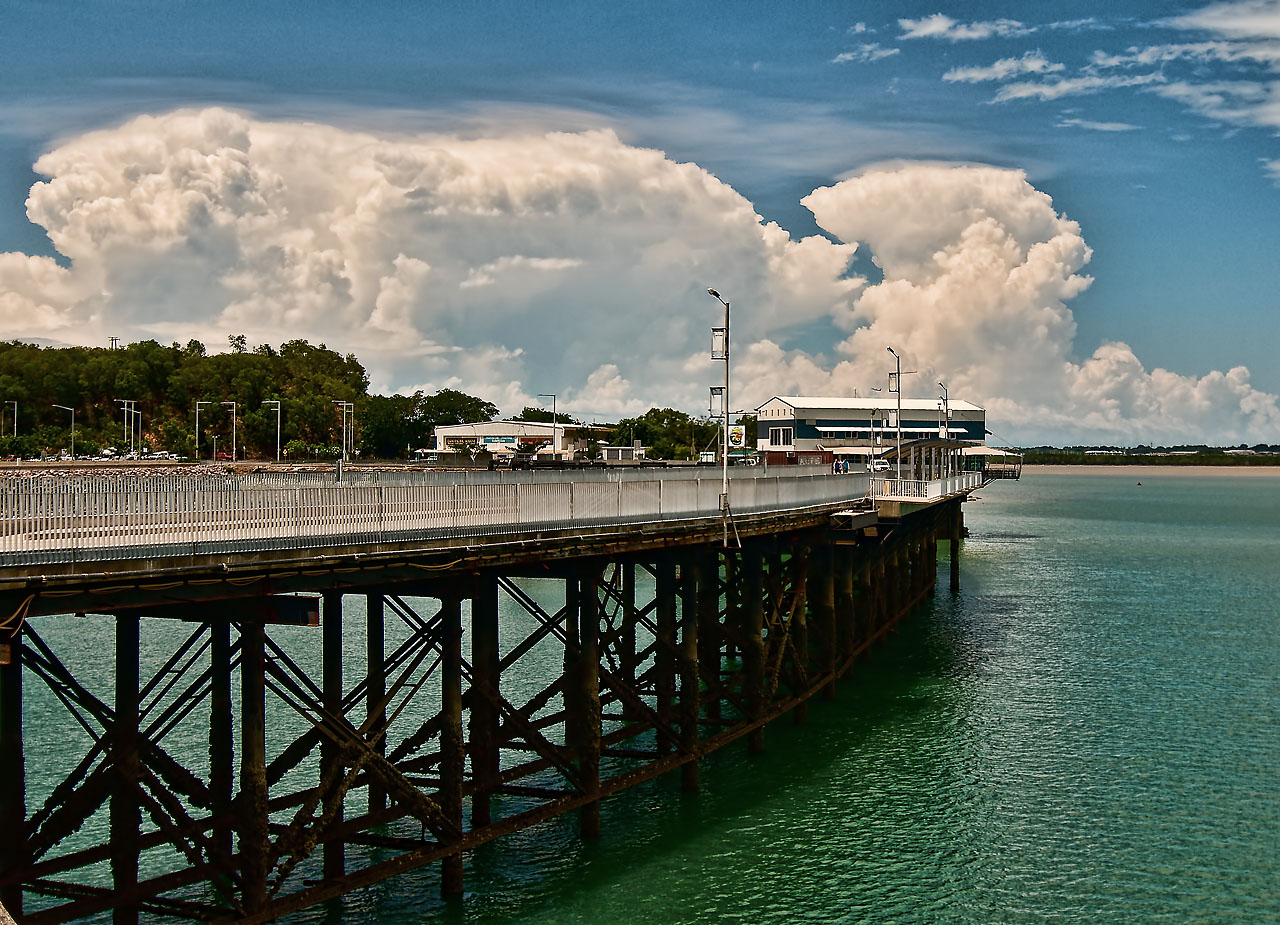
Гектор при наблюдении из Дарвина в направлении на северо-запад на расстоянии около 80 км (HDR-изображение)

Гектор (англ. Hector) — название кучево-дождевого облака, регулярно образующегося около полудня вблизи островов Тиви (Северная территория, Австралия) с сентября по март каждый год. Гектор известен как одно из крупнейших постоянно образующихся грозовых облаков и достигает высоты около 20 км.

## История

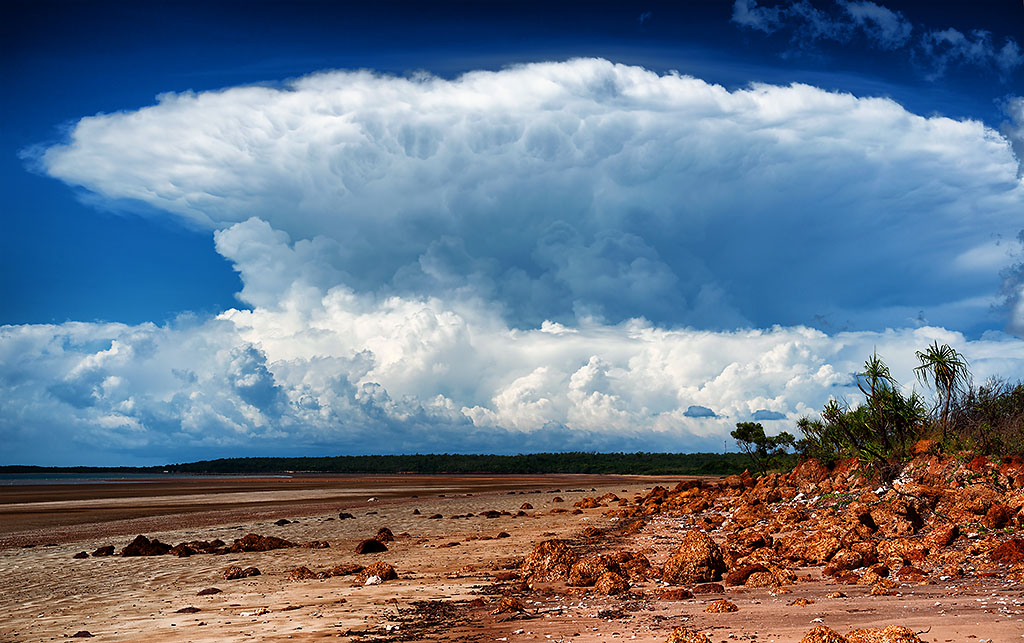
Гектор при наблюдении из Ганн-Поинт, Северная Территория

Названное пилотами во время Второй Мировой войны, постоянно образующееся грозовое облако стало аналогом маяка для пилотов и моряков в данном регионе. Гектор создаётся в основном при столкновении нескольких границ морского бриза на протяжении островов Тиви. Частота возникновения молнии и скорость тяги являются важными характеристиками данной грозы; в течение 1990-х годов в журнале National Geographic были опубликованы подробные исследования грозы с изображениями нанесённого деревьям ущерба, деталями скорости тяги, отсылками к явлениям торнадо.
С конца 1980-х годов грозовое облако стало предметом множества метеорологических исследований, в основном посвящённых именно Гектору,  но также использующих постоянное возникновение грозовой ячейки для изучения других свойств гроз и молний.